# Oranje nachtegaal
De oranje nachtegaal (Larvivora brunnea synoniem: Luscinia brunnea) is een soort zangvogel uit Zuid-Azië, die ook wel wordt gerekend tot de nachtegalen (Luscinia).

## Kenmerken

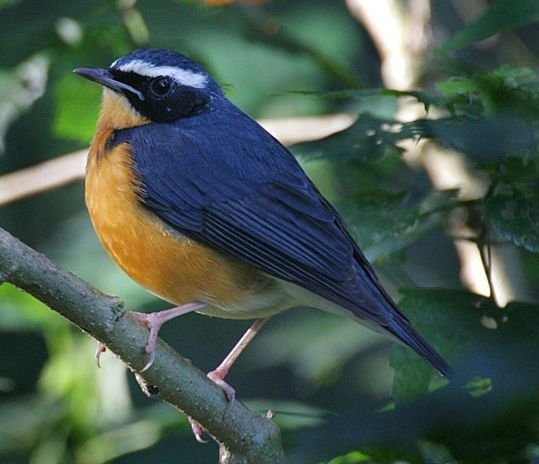
Mannetje, 's winters

De oranje nachtegaal is een opvallend gekleurd, klein vogeltje. In grootte en lichaamsbouw lijkt het sterk op de verwante, wijder verspreide blauwborst (Luscinia svecica). De lengte is ongeveer 15 cm.
De kleuring is bij de oranje nachtegaal bij het mannetje anders dan bij het vrouwtje. Het mannetje heeft donkerblauwe gekleurde vleugels en rug en een oranje tot geelbruine borst en hals. De kop is bovenop blauw, met een witte streep vlak boven de ogen en een zwarte band over de ogen. De snavel is grijzig van kleur. Het vrouwtje heeft een olijfbruine rug en vleugels, een oranje- tot geelbruine borst en een lichtgekleurde oogring. De jongen zijn donkerbruin met oranje vlekken.
De zang bestaat uit een snel opeenvolgende serie hoge tonen. Bij gevaar stoot de oranje nachtegaal een scherp alarmgeluid uit.

## Verspreiding en leefgebied

Verspreiding van de oranje nachtegaal. Groen: broedgebied, lichtblauw: overwinteringsgebied.

De oranje nachtegaal is meestal een trekvogel, hoewel er enkele populaties in Myanmar leven die het hele jaar op dezelfde plek blijven. In de zomer broedt het dier in de bossen van het bergachtige grensgebied tussen India en Myanmar en de zuidelijke flanken van de Himalaya, Karakoram en Hindoe Koesj, van Arunachal Pradesh in het oosten tot Afghanistan in het westen.
De soort telt 2 ondersoorten:
- L. b. brunnea: van oostelijk Afghanistan en de Himalaya tot centraal China.
- L. b. wickhami: westelijk Myanmar.

Om te overwinteren trekken de dieren naar het zuiden van India en Sri Lanka.
De natuurlijke habitat van de oranje nachtegaal zijn de subtropische en gematigde bossen van de Zuid-Aziatische middel- en hooggebergtes.

## Leefwijze
Net als andere vliegenvangers is de oranje nachtegaal een insectivoor. Het dier zoekt zijn voedsel voornamelijk op de grond, waarbij het de ondergroei doorzoekt naar insecten.

## Voortplanting
Het broedseizoen is van mei tot juli. Het nest is komvormig en opgebouwd uit takjes, veertjes en worteltjes. Het wordt op de grond gebouwd, in natuurlijke depressies zoals tussen de wortels van dennenbomen. Gewoonlijk worden er ongeveer vier eieren gelegd per nest. Alleen het vrouwtje broedt, maar het mannetje helpt wel door het broedende vrouwtje te voeden en de jongen worden door beide ouders gevoed. De nesten van de oranje nachtegaal zijn soms doelwit van broedparasitisme door de koekoek (Cuculus canorus).
De trek naar het broedgebied in het noorden vindt plaats in april en mei. In augustus en september vliegen de vogels in terug naar het zuiden.